# Joakim Wulff
Joakim Wulff (sinh ngày 6 tháng 2 năm 1979) là một cầu thủ bóng đá người Thụy Điển thi đấu cho IK Sirius ở vị trí thủ môn.